# Toinensaari
Toinensaari är en ö i Finland. Den ligger i sjön Pielisjärvi och i kommunen Juga i den ekonomiska regionen  Joensuu ekonomiska region  och landskapet Norra Karelen, i den centrala delen av landet, 400 km nordost om huvudstaden Helsingfors. Öns area är 8,13 kvadratkilometer och dess största längd är 5,2 kilometer i nord-sydlig riktning.